# 小叶双蝴蝶
小叶双蝴蝶（学名：Tripterospermum microphyllum）为龙胆科双蝴属下的一个种。